# Maserati Shamal
El Maserati Shamal (Tipo AM339) es un automóvil gran turismo con carrocería cupé de dos puertas, producido por el fabricante italiano Maserati de 1990 a 1996. De acuerdo con una tradición establecida de la firma, lleva el nombre de un viento: el Shamal (árabe para "norte"), un viento caluroso de verano que sopla en grandes áreas de Mesopotamia, particularmente en la gran llanura entre el Tigris y el Éufrates.
Con su motor V8 biturbo de nuevo desarrollo, era el "buque insignia" de Maserati, un paso por delante de la línea de cupés biturbo con motor V6, tanto en rendimiento como en precio de alrededor de 115 000 000 ₤.

## Presentación
Se presentó el 14 de diciembre de 1989 en Módena, cuando lo mostró a la prensa el entonces presidente y propietario de Maserati: Alejandro De Tomaso. Fue el último modelo anunciado bajo la propiedad de De Tomaso, debido a que en enero de 1990, la mitad de la empresa al estar plagada de deudas, fue adquirida por Fiat S.p.A.. Las ventas comenzaron en 1990. El último año de producción del Shamal fue 1996 y, según las cifras de fábrica, indicaban que se produjeron 369 unidades.

## Diseño

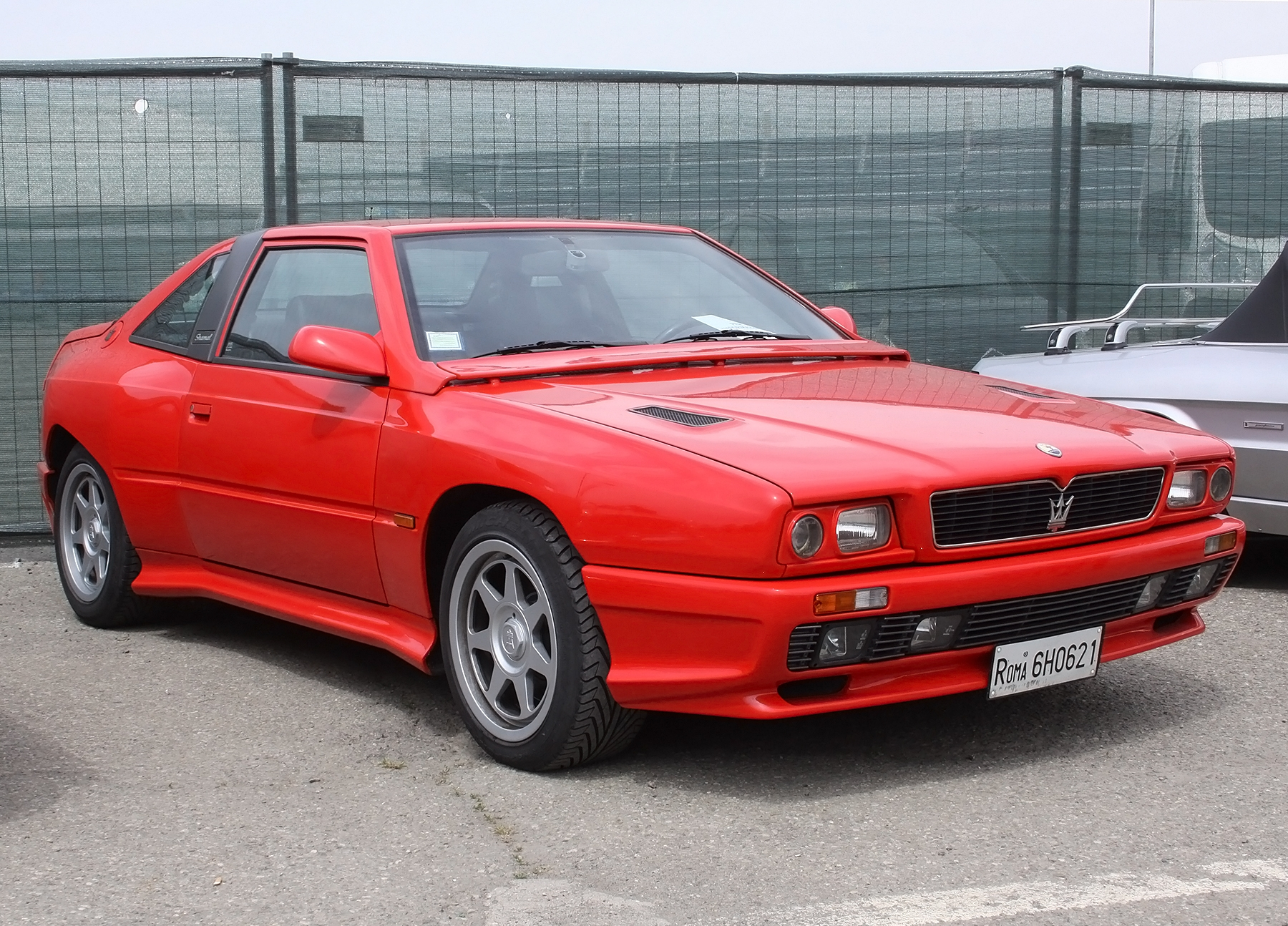
Con la placa de Roma en 2014

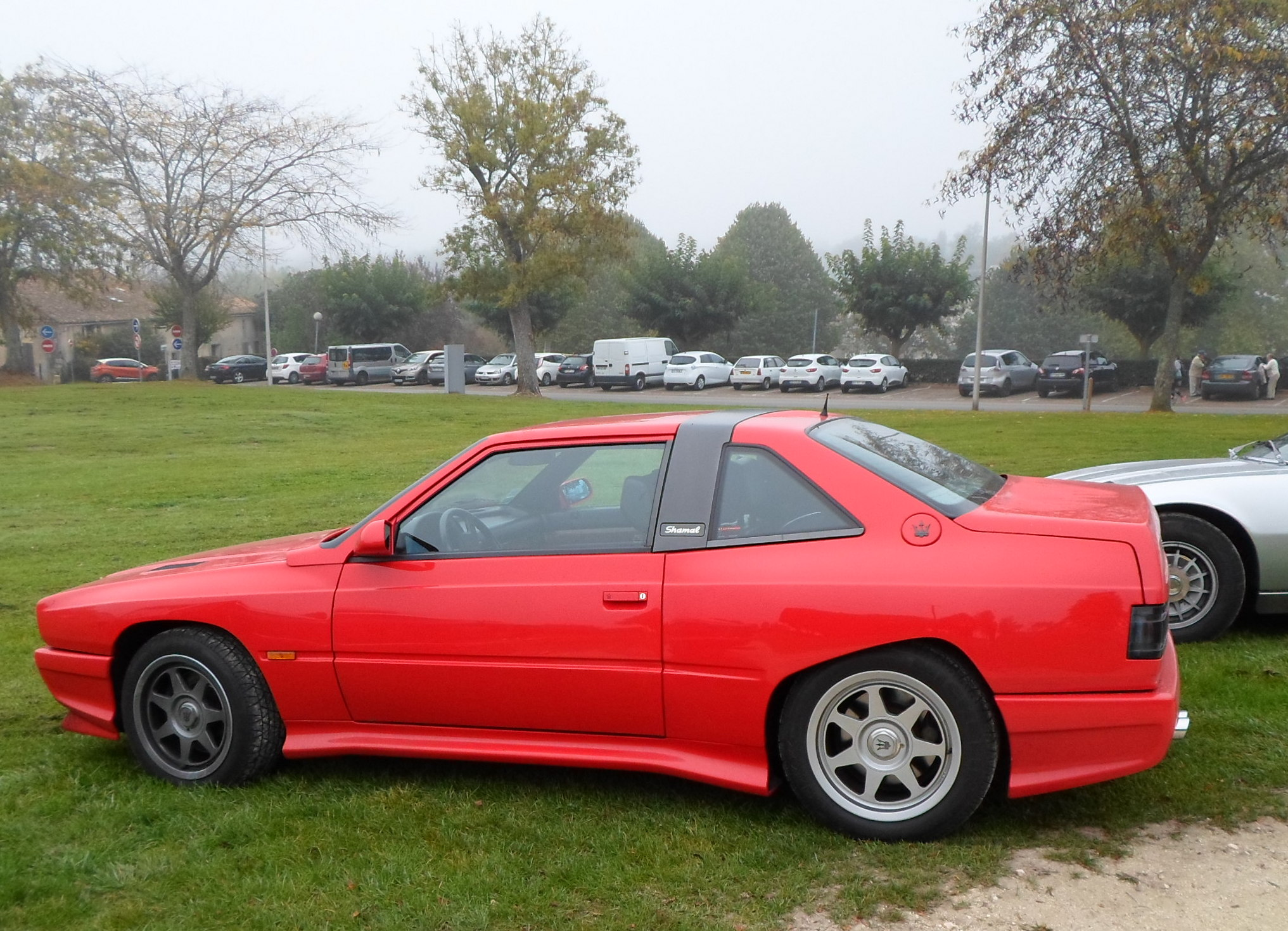
Vista lateral

Su diseño fue fruto de la colaboración de Marcello Gandini con el propio departamento de estilismo de Maserati. La firma Maserati, por entonces muy endeudada, no pudo desarrollar un coche completamente nuevo y, en consecuencia, el Shamal heredó del Biturbo la configuración de las puertas, el interior y la base de la carrocería. La distancia entre ejes era algo más corta con 2,4 m (94,5 pulgadas), también utilizada en el Biturbo Spyder y en el Karif.
El estilo de Gandini es visible en el perfil inclinado del paso de rueda trasero, también presente en el Quattroporte IV y visto por primera vez en el Lamborghini Countach. Un elemento de diseño inusual introducido por Gandini en el Shamal fue el deflector adicional situado sobre el cofre por delante del parabrisas, presente también en su rediseño del De Tomaso Pantera y más tarde en el resto de la línea de Maserati basada en el Biturbo. Tenía el propósito de dirigir el flujo de aire, así como de agua, a través del parabrisas y empujar los limpiaparabrisas hacia abajo a altas velocidades. La idea nunca fue adoptada por otros fabricantes de automóviles.
El pilar central funcionaba como una barra antivuelco efectiva y no era simplemente un elemento de estilo. El habitáculo se remataba con un acabado en negro. La insignia "Shamal" aparece a ambos lados del pilar central con letras cromadas. El coche venía con rines de aleación de 16 pulgadas (40,6 cm), un pequeño alerón trasero y una rejilla oscurecida con detalles cromados, el único elemento cromado en aparte del emblema de la marca.
Otra característica definitoria son sus faros en carcasas individuales: luces de cruce Carello exteriores redondas del entonces nuevo tipo de proyector, luces de carretera rectangulares interiores, intermitentes combinadas, luces de posición en la defensa y dos pares de luces cuadradas en la rejilla inferior, tanto las antiniebla como las de circulación. Este diseño de faro se introdujo en el resto de la gama Biturbo actualizada en 1991.
El interior biplaza del Shamal contaba con cojines de cuero extendidos, control de temperatura y el famoso reloj ovalado Maserati, que se encuentra en el centro del tablero. Continuó la tradición de Maserati de fabricar coches con interiores alegres y bien equipados, con revestimientos de cuero o madera para casi cualquier cosa al alcance de las manos, como la consola central, la palanca del freno de mano o la palanca de cambios, acabada en madera de raíz de olmo. Si bien se construyó para ofrecer simultáneamente comodidad y rendimiento, el Shamal no fue tan lujoso como el Ghibli contemporáneo, e inicialmente estaba disponible solamente en color rojo o negro, aunque más adelante estuvieron disponibles otros colores.

## Especificaciones

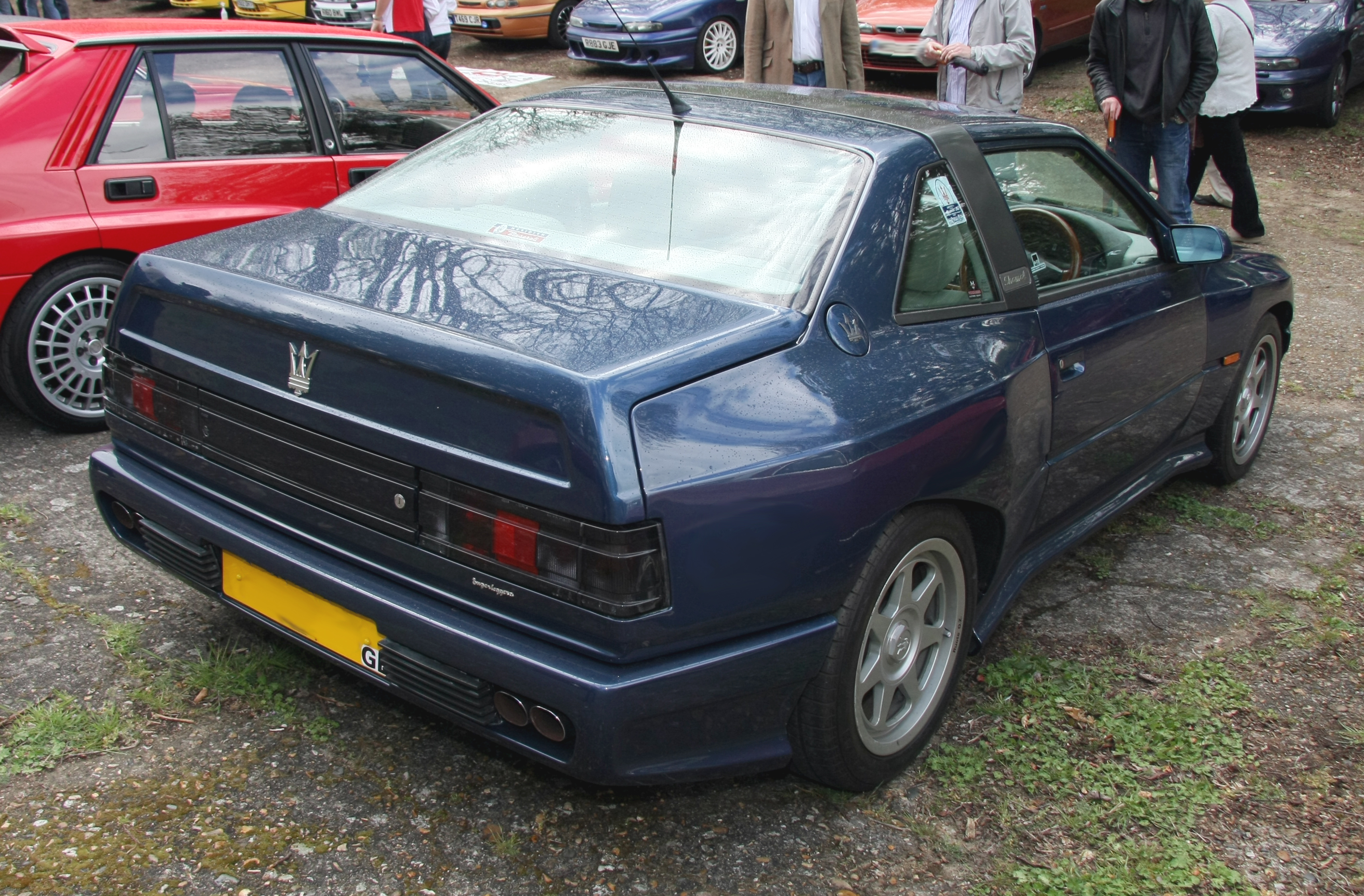
Vista trasera

Utilizaba una configuración de motor delantero y tracción trasera tradicional, con una construcción de carrocería monocasco totalmente de acero. Estaba equipado con suspensión MacPherson en la parte delantera y de brazo semitirado en la parte trasera. Todos los coches estaban equipados con una suspensión adaptativa desarrollada por Maserati junto con Koni. El sistema permitía ajustar el comportamiento de los amortiguadores, según las condiciones de la carretera y el nivel de comodidad deseado. Mecánicamente, era inusual porque su motor se podía quitar sin necesidad de elevar el coche. Estaba montado en un bastidor auxiliar, que también contiene los intercambiadores de calor y el radiador, el cual se podía deslizar por la parte delantera una vez que se había quitado la defensa delantera.
Estaba equipado con un motor V8 AM 479 de 3217 cm³ (3,2 L; 196,3 plg³), que era esencialmente el mismo V6 del biturbo ya existente, pero con una pareja adicional de cilindros. La potencia se enviaba a las ruedas traseras a través de una transmisión manual Getrag G560 de seis velocidades y un diferencial autoblocante Ranger diseñado por el propio Maserati. Esta era la misma que la instalada en el BMW 850CSi de la época.
El fabricante declaraba una velocidad máxima de 270 km/h (168 mph) y un tiempo de aceleración de 0 a 100 km/h (0 a 62 mph) de 5.3 segundos.
| Materiales del motor                | Bloque y cabezas de aleación ligera con revestimientos húmedos removibles |
| Distribución                        | DOHC 4 válvulas por cilindro (32 en total)                                |
| Diámetro x carrera                  | 80 x 80 mm (3,15 x 3,15 pulgadas)                                         |
| Alimentación y aspiración           | Inyección electrónica con dobles turbocompresores IHI y doble intercooler |
| Encendido del motor                 | Electrónico con ECU Weber-Marelli IAW integrado                           |
| Sistema de refrigeración            | Por agua con electroventilador y bomba centrífuga                         |
| Sistema de lubricación              | Presión interna, accionado por engranajes                                 |
| Control de emisiones                | Convertidor catalítico con sonda lambda                                   |
| Cojinetes principales               | 5                                                                         |
| Embrague                            | Sencillo de plato seco                                                    |
| Capacidad del tanque de combustible | 80 litros (21,1 galAm)                                                    |
| Relación de compresión              | 7.5:1                                                                     |
| Potencia máxima                     | 326 CV (322 HP; 240 kW) @ 6000 rpm                                        |
| Par máximo                          | 44,5 kg·m (436 N·m; 322 lb·pie) @ 2800 rpm                                |

| 1.ª  | 2.ª   | 3.ª  | 4.ª   | 5.ª | 6.ª   | Reversa | Final |
| ---- | ----- | ---- | ----- | --- | ----- | ------- | ----- |
| 4.22 | 2.688 | 1.71 | 1.265 | 1   | 0.848 | 3.62    | 3.36  |